# Roderick Oosten
Roderick Oosten (Enschede, 30 augustus 1986) is een Nederlands voormalig shorttracker.

## Carrière
In 2006 werd hij Nederlands kampioen bij de junioren A en was hij derde bij de senioren. Samen met zijn broer Jorrit was hij lid van de Nationale trainingselectie. In 2006 nam hij deel aan het WK voor landenteams in Montreal.

## Persoonlijke records
| Afstand    | Tijd     | Datum    | Baan       | Land |
| ---------- | -------- | -------- | ---------- | ---- |
| 500 meter  | 43,928   | 11-03-06 | Heerenveen | NED  |
| 1000 meter | 1.30,449 | 12-03-06 | Heerenveen | NED  |
| 1500 meter | 2.23,951 | 14-01-06 | Groningen  | NED  |
| 3000 meter | 5.54,774 | 12-03-06 | Heerenveen | NED  |